# استفان میتروویچ (بازیکن فوتبال)
استفان میتروویچ (صربی: Stefan Mitrović؛ زادهٔ ۲۲ مهٔ ۱۹۹۰) بازیکن فوتبال اهل صربستان است.

## باشگاهی
از باشگاه‌هایی که در آن بازی کرده‌است می‌توان به بنفیکا، FC Zbrojovka Brno، رئال وایادولید، باشگاه فوتبال فرایبورگ، FC Zbrojovka Brno، خنت اشاره کرد.

## تیم ملی
وی همچنین در تیم ملی فوتبال صربستان بازی کرده است.